# Saint-Martin-Gimois
Saint-Martin-Gimois è un comune francese di 87 abitanti situato nel dipartimento del Gers nella regione dell'Occitania.

## Società

### Evoluzione demografica
Abitanti censiti